# Jean-Baptiste Barbé
Jean-Baptiste Barbé noto anche come Jan Baptist Barbé e Johannes Baptista Barbe (Anversa, 1578 – Anversa, 1649) è stato un incisore, editore e mercante d'arte fiammingo attivo ad Anversa.

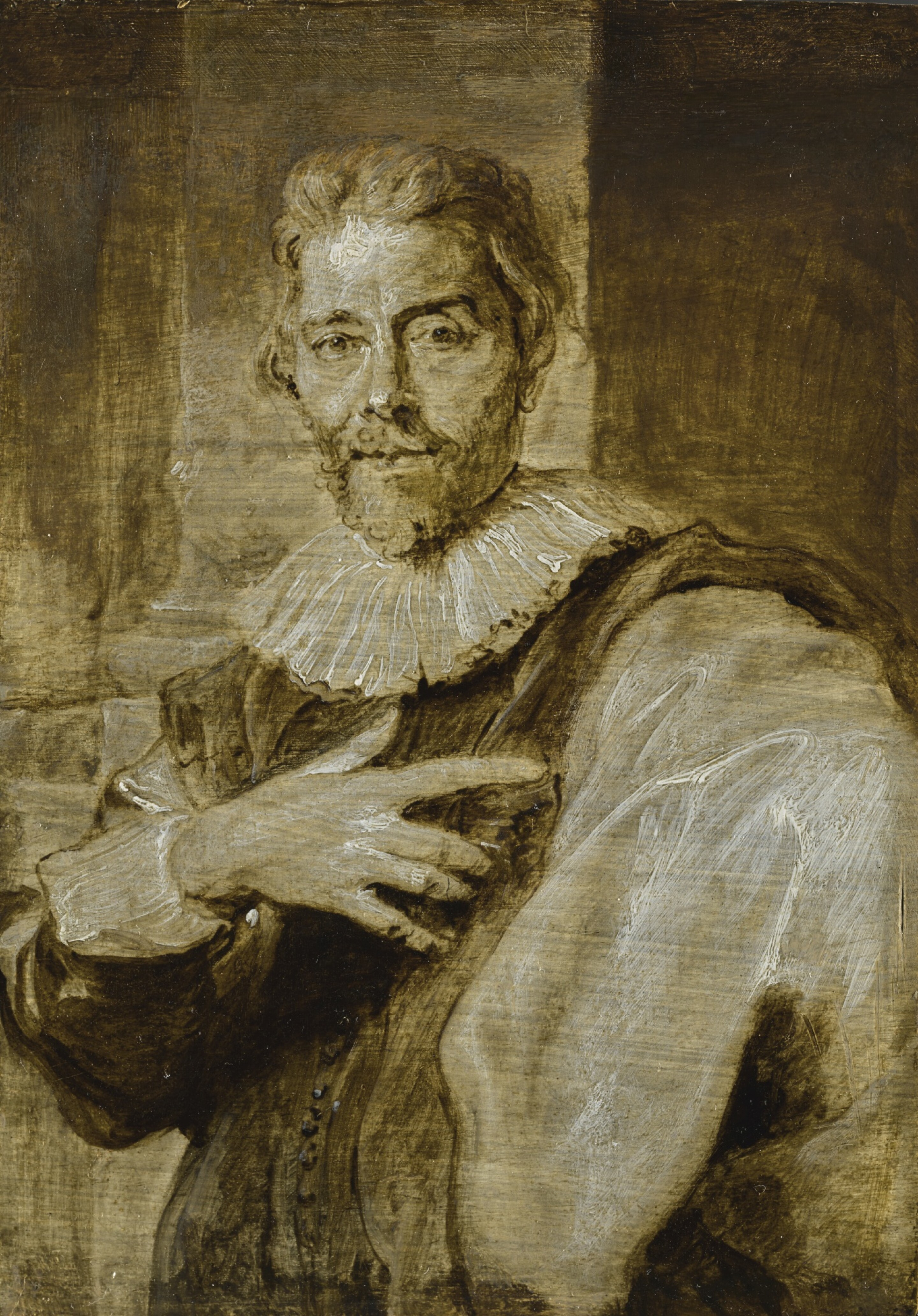
Jean-Baptiste Barbé (Antoon van Dyck)

È noto per le sue incisioni sui suoi stessi disegni e per duelle riproduttive.

## Biografia
Era figlio di Antoon Barbé e Joanna Ceels. Suo padre era un compositore e direttore di coro e organista del Chiesa di San Giacomo ad Anversa. Fu battezzato nella Cattedrale di Anversa il 28 luglio 1578. Nel 1595 entrò nello studio di Philippe Galle.

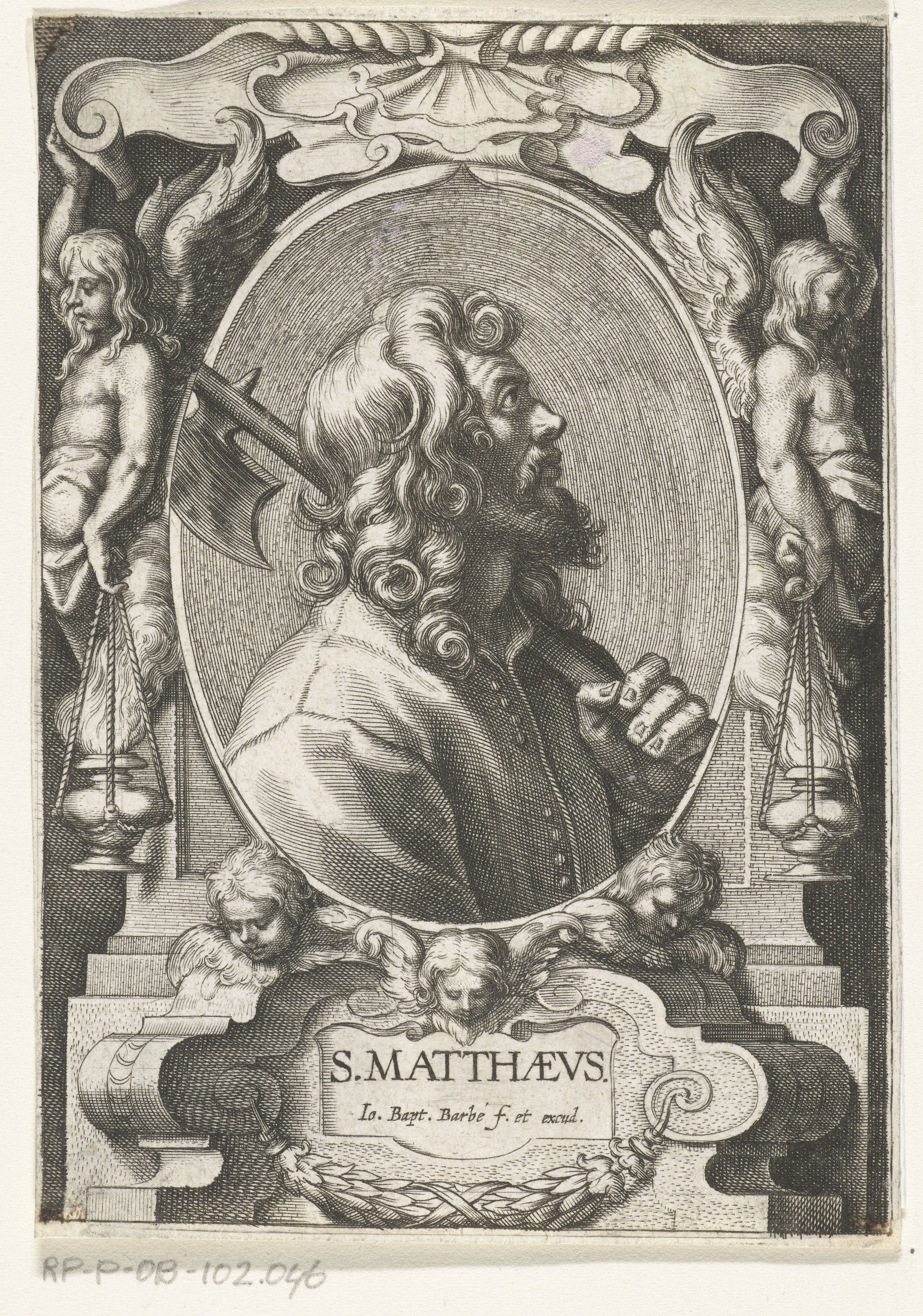
San Matteo con alabarda

Non soddisfatto di ciò che poteva imparare da artisti famosi del suo tempo lavorando ad Anversa, Barbé viaggiò in Italia per perfezionare la sua arte. Durante la sua permanenza in Italia, che probabilmente iniziò nel 1606, fu in contatto con Rubens e iniziò a realizzare incisioni riproduttive sui lavori di quest'ultimo. Al suo ritorno dall'Italia divenne, nel 1610, un maestro nella locale Corporazione di San Luca. Successivamente, quando Barbé fu coinvolto in un processo contro l'incisore Nicolaes Lauwers per violazione dei privilegi relativi alle stampe che aveva creato, ricevette l'appoggio di Rubens.
Sposò Christien (o Christina) Wierix, la figlia dell'importante incisore Hieronymus Wierix, il 30 marzo 1620. Secondo le note contemporanee del pittore Erasmus Quellinus il Giovane, Barbé era una persona molto brutta, mentre sua figlia, che era una incisicre di talento, era annoverata tra le "donne più belle di Anversa". Hieronymus Wierix, il padre di sua moglie, era morto nel 1619 prima che la coppia si sposasse. Non molto tempo dopo il suo matrimonio, Jean-Baptiste Barbé ebbe una serie di impronte di Albrecht Dürer confiscate nella casa del suocero defunto nel 1620. Nel 1635 Barbé andò ancora oltre per mettere le mani su alcune lastre di rame dei membri della famiglia Wiericx. Sua cognata Cecilia Wiericx (nata nel 1592) si era trasferita con Barbé e la moglie Christien nel 1620. Aveva portato con sé alcuni mobili e molte preziose lastre di rame, che aveva consegnato a Barbé. Volevano usare le lastre per fare stampe, che poi vendevano per l'esportazione. Dopo un po' Cecilia voleva fare un bilancio definitivo e distribuire i profitti, ma Jean-Baptiste non esitò a far dichiarare pazza la cognata per mettere la sua proprietà sotto detenzione legale.

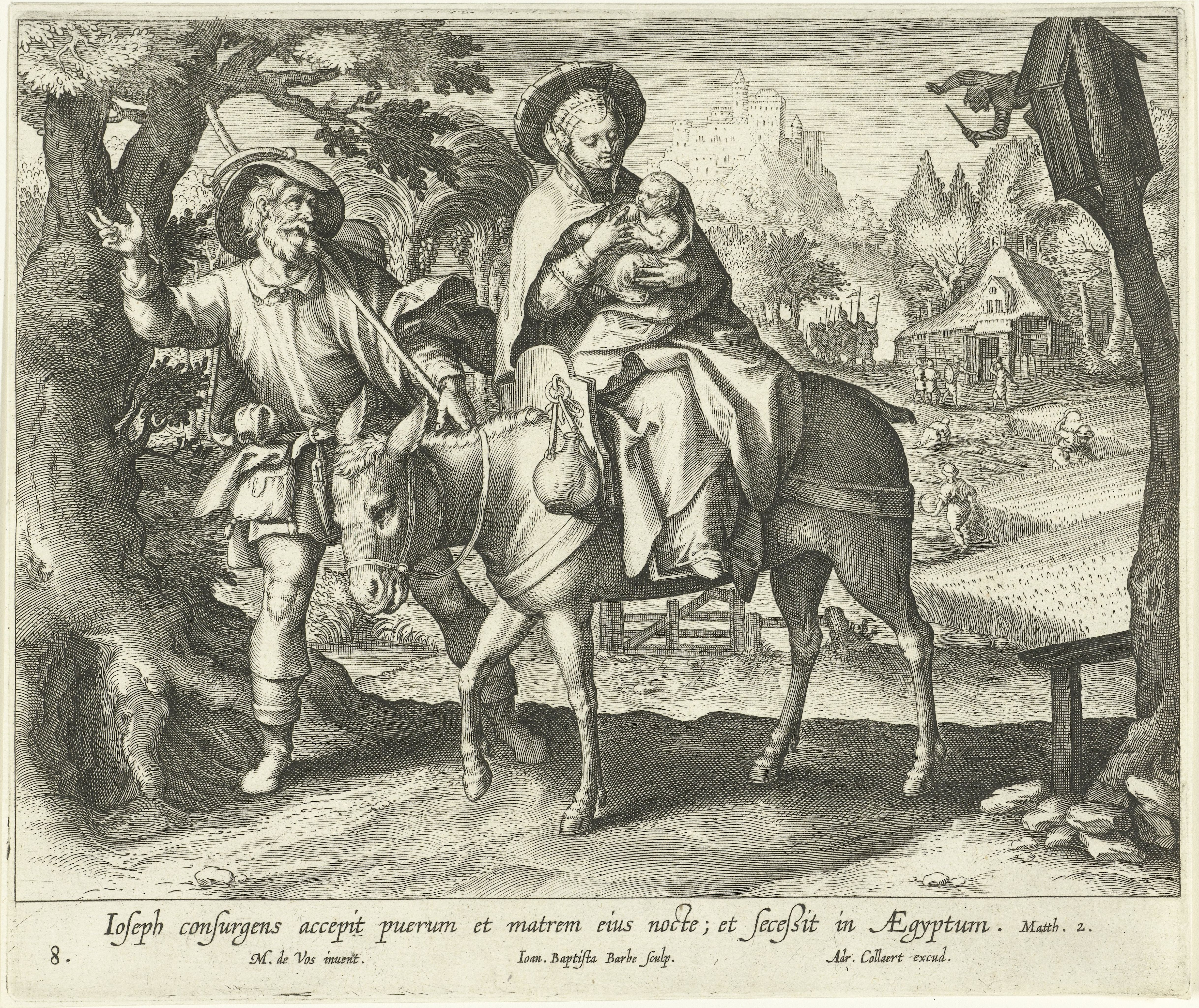
Fuga in Egitto, da Maarten de Vos

Barbé fu attivo nella locale camera di retorica, la Violieren, che era collegata con la Corporazione di San Luca della quale fu decano nel 1627.
Al suo ritorno ad Anversa incise diverse lastre piccole e medie, in un modo molto ordinato, e in uno stile molto simile a quello della famiglia Wiericx.
Antoon van Dyck dipinse un ritratto dell'artista, che venne inciso da Bolswert ed inserito nell'opera di van Dyck, Iconografia (Icones Principum Virorum), una collezione di ritratti di uomini importanti all'epoca di van Dyck.
Jean-Baptiste Barbé morì ad Aversa nel 1649.

## Opere
Jean-Baptiste Barbé fu incisore, editore e mercante d'arte. Realizzò incisioni sui suoi stessi disegni e fece anche incisioni riproduttive dai principali artisti fiamminghi e stranieri del suo tempo. Disegnò molte stampe devozionali, che vendette nel suo negozio.

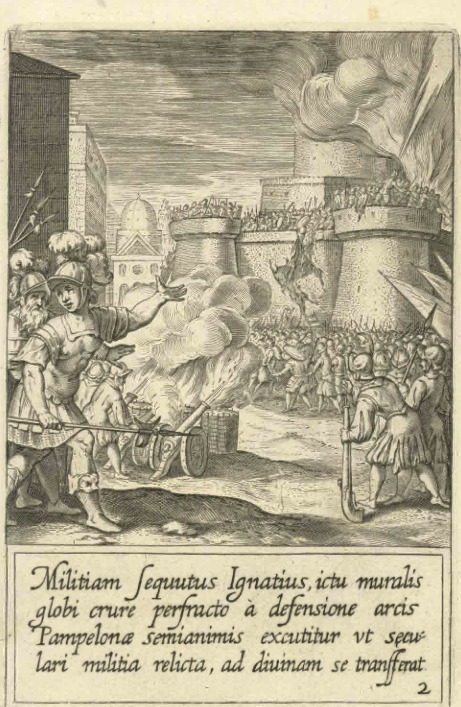
Sant'Ignazio quando era soldato

Tra gli artisti contemporanei dai quali realizzò le sue incisioni vi furono Theodoor van Loon e Abraham van Diepenbeeck.
Barbé aveva uno stretto rapporto con Rubens, le cui opere aveva già iniziato a incidere quando entrambi gli artisti risiedevano in Italia. Al suo ritorno ad Anversa, continuò a incidere molte opere da Rubens. Generalmente si presume che sia l'incisore (anche se alcune fonti menzionano Cornelis Galle il Vecchio come incisore) delle stampe della Vita beati P. Ignatii Loiolae, Societatis Iesu fundatoris pubblicata nel 1609 a Roma in occasione della beatificazione del Ignazio di Loyola, il fondatore della Compagnia di Gesù. L'opera contiene 87 incisioni su rame (più il frontespizio) e racconta grandi eventi e insegnamenti nella vita di Loyola. I disegni per il lavoro sono stati tradizionalmente attribuiti a Rubens che ebbe un rapporto speciale con i gesuiti nel corso della sua carriera. Si ritiene ora che alcune delle stampe risalgano direttamente ai disegni di Rubens, altre abbiano un certo coinvolgimento di Rubens e altre no. Dopo la canonizzazione di Loyola, nel 1622, fu prodotta una seconda edizione a cui fu aggiunta una stampa, che era stata preparata per la prima edizione ma non fu usata, rappresentante la canonizzazione. Questo lavoro rappresenta la più grande vita illustrata del santo.

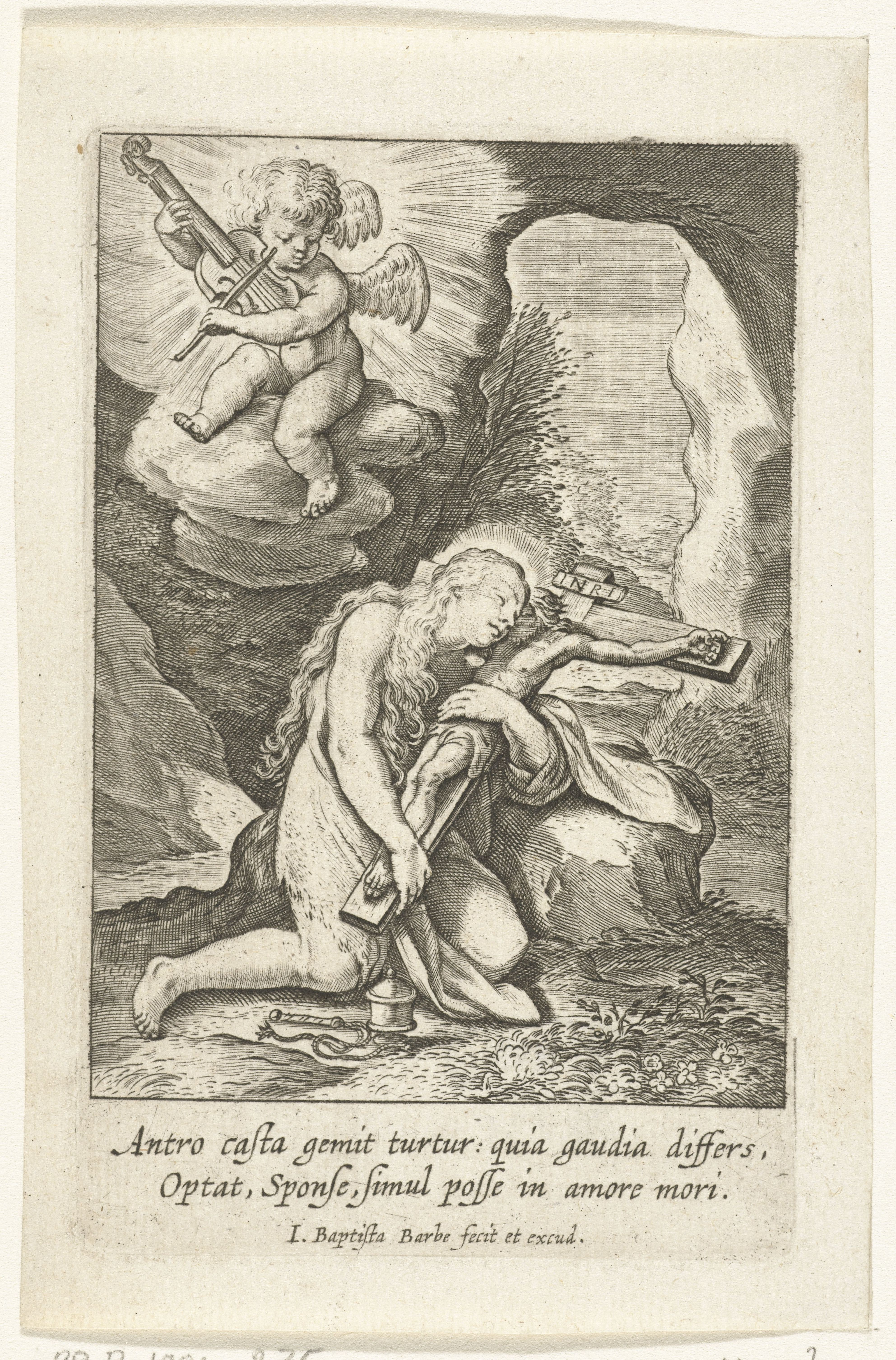
Maddalena penitente

Jean-Baptiste Barbé pubblicò numerosi libri di devozione come SS. Apostolorum et Evangelistarum Icones cum suis parergis (Immagini degli apostoli e evangelisti con le loro cornici) datato 1620. I disegni furono realizzati da Theodoor van Loon. L'opera contiene ritratti della Sacra Famiglia, i quattro evangelisti e i 12 apostoli. Ogni ritratto è inserito in una cornice scultorea, come indicato nel titolo dell'opera.
Un'altra pubblicazione devozionale incisa e pubblicata da Barbé è Theatrum vitam, virtutes, miracula Rmi P. Gabrielis Maria Ord. Minorum pubblicata nel 1642. Comprende 24 tavole, che pretendono di rappresentare la vita, le virtù e i miracoli di Padre Gabriele Maria, che aveva assistito alla fondazione dell'Ordine della Vergine Maria. Ogni stampa è accompagnata da una didascalia esplicativa. La pagina del titolo è in latino e francese. È seguito da un ritratto di Gabriel Maria. I disegni furono disegnati da Abraham van Diepenbeeck e incisi dallo stesso Barbé.

## Opere da altri maestri
- Sacra famiglia; da Giovanni Battista Paggi.[13]
- Sacra famiglia con Gesù Bambino in braccio a san Giuseppe; da Rubens.[14]
- La Vergine seduta su un trono, con in braccio il bambino e con un uccello; da Frans Francken il Giovane.[15]